# Ughino di Lincoln
Ugo di Lincoln (1246 – 27 agosto 1255) è venerato come santo.
La sua morte a Lincoln fu falsamente attribuita agli ebrei. A volte è conosciuto come Sant'Ughino o Little Sir Hugh per distinguerlo dall'omonimo adulto, Ugo di Lincoln (morto nel 1200). Il ragazzo non è mai stato canonizzato formalmente, quindi "Sant'Ughino" è un termine improprio.
Ugo divenne uno dei più noti santi dell'accusa di sangue, generalmente bambini la cui morte fu interpretata come sacrifici umani da parte di gruppi ebraici. Alcuni storici ritengono che le autorità ecclesiastiche di Lincoln guidarono gli eventi al fine di stabilire un flusso redditizio di pellegrini al santuario di un martire e santo locale. La morte di Ugo è significativa perché fu la prima volta che la Corona inglese diede credito alle accuse di omicidio rituale di bambini, in particolare attraverso l'intervento diretto del re Enrico III. Di conseguenza, a differenza di altre calunnie inglesi, la storia entrò nella documentazione storica, nella letteratura medievale e nelle ballate che circolarono fino al XX secolo.

## Sfondo
Le accuse di omicidio rituale di bambini divennero sempre più comuni in seguito alla diffusione di "The Life and Miracles of St William di Norwich" di Tommaso di Monmouth, l'agiografia di Guglielmo di Norwich , un santo bambino che si dice fu crocifisso dagli ebrei nel 1144. Seguirono altre accuse, come quella di Aroldo di Gloucester (1168) e Roberto di Bury (1181). La storia di Guglielmo e voci simili influenzarono il mito che si sviluppò intorno a Ugo. Le accuse potrebbero essere state promosse da funzionari della chiesa che sperarono di stabilire culti locali per attirare pellegrini e donazioni.
Durante gli anni che precedettero l'accusa, il re Enrico III tassava pesantemente gli ebrei inglesi. Questo a sua volta costrinse gli usurai ebrei a garantire che i loro debiti fossero pagati, senza flessibilità, o a vendere i loro titoli di debito ai cristiani. I parenti e i cortigiani del re, in particolare, acquistavano obbligazioni di debito, con l'intenzione di sequestrare le proprietà dei debitori come garanzia. Queste politiche di re Enrico avrebbero in seguito provocato la seconda guerra dei baroni.
Anche le restrizioni della chiesa contro gli ebrei si accumularono nel tempo. Furono fatte delle dichiarazioni dal Vaticano che ordinava che gli ebrei vivessero separati dai cristiani, che i cristiani non dovessero lavorare per gli ebrei, specialmente nelle loro case, e che gli ebrei dovessero indossare distintivi gialli per identificarsi. Le dichiarazioni della chiesa, in particolare, portarono un certo numero di città inglesi a espellere le loro comunità ebraiche. Enrico III codificò la maggior parte delle richieste della Chiesa e le mise in legge esecutiva nel suo Statuto degli ebrei del 1253.
Al tempo delle accuse di omicidio di Ugo di Lincoln, Enrico III aveva venduto i suoi diritti di tassare gli ebrei inglesi a suo fratello Riccardo, conte di Cornovaglia. Il re decretò che se un ebreo fosse stato condannato per un crimine, i suoi denari e proprietà sarebbero stati confiscati alla Corona.
Un certo numero di ebrei provenienti da tutta l'Inghilterra si erano riuniti a Lincoln per partecipare a un matrimonio al momento della morte del bambino.

## L'accusa e il mito

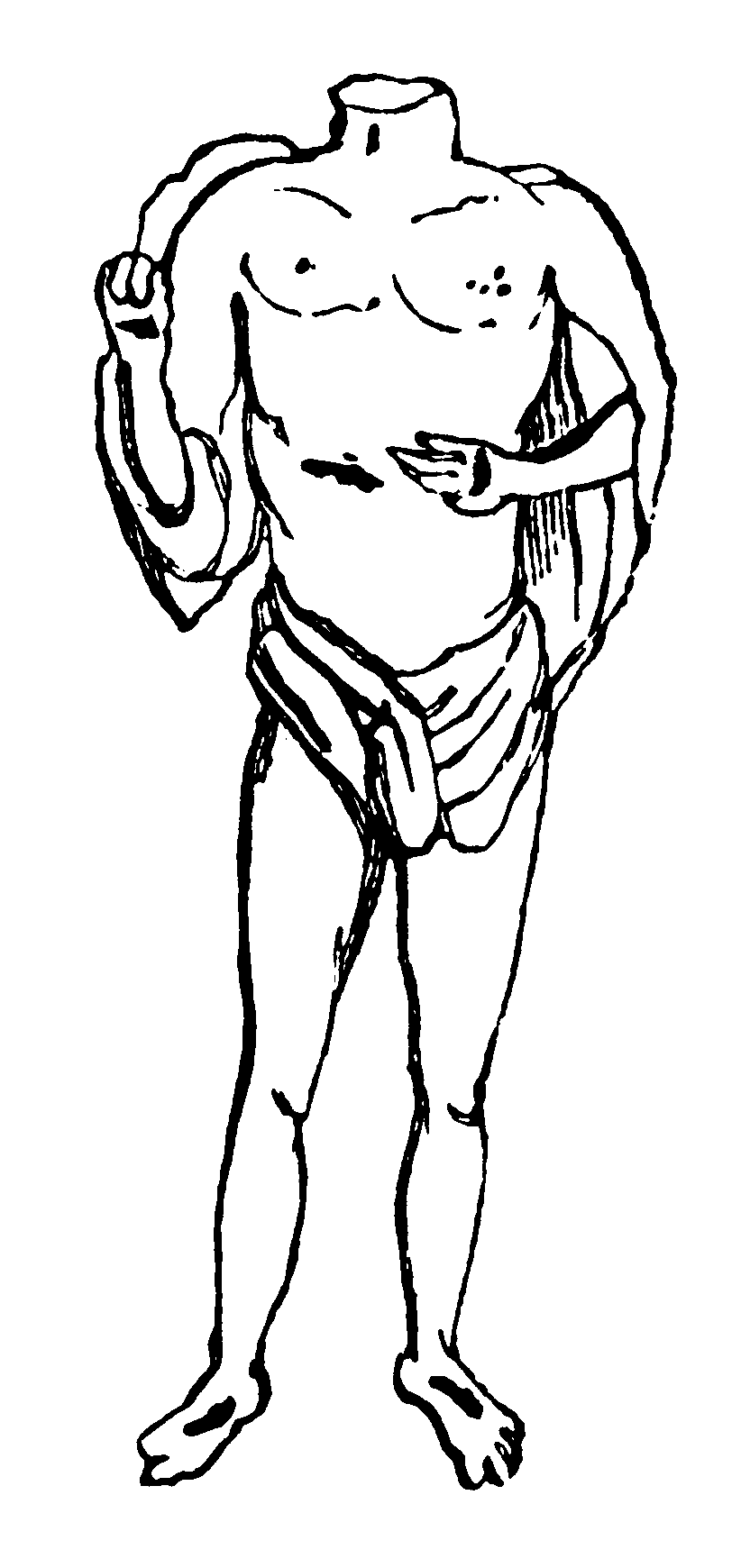
Disegno della statua del XIII secolo di sant'Ugo nella Cattedrale di Lincoln ad opera dell'antiquario ottocentesco Smart Lethieullier.Questa statua era posta in cima al reliquiario di Sant'Ughino

Il bambino di nove anni Ugo scomparì il 31 luglio e il suo corpo venne scoperto in un pozzo il 29 agosto. Si affermò che gli ebrei l'avevano imprigionato, torturato e infine crocifisso, come anche che il corpo fosse stato gettato nel pozzo dopo che i tentativi di seppellirlo erano falliti, quando la terra lo aveva espulso.
Il cronista Matteo Paris descrisse all'epoca il presunto omicidio, coinvolgendo tutti gli ebrei in Inghilterra:
Quest'anno [1255] a pochi giorni dalla festa degli apostoli Pietro e Paolo [27 luglio], gli ebrei di Lincoln hanno rapito un ragazzo di nome Ugo, che aveva circa otto anni. Dopo averlo rinchiuso in una stanza segreta, dove lo nutrirono di latte e di altri cibi per infanti,spedirono un invito in quasi tutte le città d'Inghilterra dove c'erano ebrei, e ne convocarono alcuni della loro setta di ciascuna città per essere presenti a un sacrificio che avrebbe avuto luogo a Lincoln, in contumelia e insulto di Gesù Cristo. Perché, come hanno detto, avevano un ragazzo nascosto per essere crocifisso; così un gran numero di loro si radunò a Lincoln, e poi nominarono un giudice ebreo di Lincoln, per prendere il posto di Pilato, per la cui sentenza, e con il concorso di tutti, il ragazzo fu sottoposto a varie torture. Lo flagellarono fino a farne scorrere il sangue, lo incoronarono di spine, lo schernirono,e gli sputarono addosso; ognuno di loro lo trafisse anche con un coltello, e gli fecero bere fiele, e lo schernirono con insulti blasfemi, e digrignarono i denti e lo chiamavano Gesù, il falso profeta. E dopo averlo tormentato in diversi modi, lo crocifissero e lo trafissero al cuore con una lancia. Quando il ragazzo fu morto, tolsero il corpo dalla croce e per qualche motivo lo sventrarono; si dice per lo scopo delle loro arti magiche. e per qualche motivo lo sventrarono; si dice per lo scopo delle loro arti magiche.
Sebbene il racconto di Paris sia significativo come la versione più famosa e influente del mito, a causa della popolarità come cronista e talento come narratore, si ritiene quella meno affidabile e più fabbricata dei resoconti contemporanei all'evento. Altri resoconti dello stesso periodo sono inclusi negli Annali di Waverley e dell'Abbazia di Burton.

### Ruolo del vescovo
Secondo quanto riferito, un ebreo, Copin, confessò l'omicidio. Gli fu anche offerta l'immunità dalla condanna in cambio della confessione, secondo i resoconti dell'epoca. L'ebreo confessò l'omicidio dopo esser stato interrogato sotto tortura da John Lexington, fratello di Enrico, il nuovo vescovo di Lincoln e servitore del re. Ciò porta alla conclusione da parte degli storici moderni che ci fu probabilmente una collusione clericale per dare credito all'accusa, con l'obiettivo di trarre profitto da un nuovo culto con i pellegrini e i loro doni.

### Intervento reale
Un certo numero di eventi ha esacerbato l'impatto di questo evento. Enrico III arrivò a Lincoln circa un mese dopo l'arresto iniziale e la confessione. Ordinò che Copin fosse giustiziato e che novanta ebrei fossero sorteggiati ed arrestati in relazione alla scomparsa e alla morte di Ugo e detenuti nella Torre di Londra. Furono accusati tutti di omicidio rituale e diciotto di loro impiccati per essersi rifiutati di partecipare al procedimento, sostenendo che si trattava di una farsa e rifiutandosi di gettarsi alla pietà di una giuria cristiana. Gavin I. Langmuir disse:
Ciò che distingueva l'affare Lincoln da altre accuse di omicidio rituale era che il re prese consapevolezza dell'evento e fece giustiziare immediatamente un ebreo e altri diciotto giustiziati in modo spettacolare poco dopo. Questo intervento reale sul caso fu probabilmente decisivo per la fama di Ugo, che offuscò di gran lunga quella di Guglielmo di Norwich, Aroldo di Gloucester, Roberto di Bury St. Edmunds e il povero bambino anonimo di St. Paul.
Garcias Martini, cavaliere di Toledo, intercedette per la liberazione di Benedetto figlio di Mosè di Londra, probabilmente padre di Belaset, il cui matrimonio era in corso. A gennaio un'ulteriore grazia fu estesa a un ebreo cristiano, Giovanni, dopo l'intervento di un frate domenicano. Il 3 febbraio si svolse a Westminster un processo per i restanti 71 prigionieri. Furono condannati a morte da una giuria di 48 persone. Dopo questo punto intercedettero i domenicani o i francescani insieme a Riccardo di Cornovaglia. A maggio, i prigionieri furono rilasciati. Può darsi che si fosse insinuato il dubbio sulla loro colpevolezza, poiché è improbabile che i monaci o Riccardo sarebbero intervenuti senza pensare che l'accusa fosse falsa, data la gravità dell'accusa.
Rimane la difficoltà sul motivo per cui il re Enrico e il suo servitore John di Lexington credettero alle accuse in primo luogo. Per Lexington, le sue motivazioni potrebbero essere i suoi legami personali con i chierici di Lincoln, incluso suo fratello il vescovo, che avrebbe beneficiato della venerazione del "martire". Potrebbe aver creduto, o voluto credere, a ciò che ha sentito. Sebbene la decisione di agire appartenesse al re, Langmuir crede che il clero fosse di fatto debole e facilmente manipolabile da Lexington. Langmuir dice anche che Enrico III è stato descritto come; "una persona sospettosa che lanciava sconsideratamente accuse di tradimento, [che] era credulone e povero di giudizio, e spesso appariva come un bambino petulante. Quando a queste qualità aggiungiamo la sua dipendenza dal visitare i santuari d'Inghilterra, diventa più facile capire perché ha agito come ha fatto, sia quando ha sentito la confessione di Copin sia quando i frati intervennero in seguito". Langmuir conclude quindi che Lexington "ha incitato il credulone Enrico III a dare alla fantasia dell'omicidio rituale la benedizione dell'autorità reale". Jacobs d'altra parte vede i benefici finanziari che il re avrebbe ricevuto come un fattore importante, conscio o inconscio, nella sua decisione di arrestare in massa e giustiziare gli ebrei. Come notato sopra, aveva ipotecato le sue entrate degli ebrei a Riccardo di Cornovaglia, ma aveva ancora diritto alla proprietà di qualsiasi ebreo giustiziato, aggiungendo che Enrico, "come la maggior parte dei principi deboli, era crudele con gli ebrei".

## Venerazione

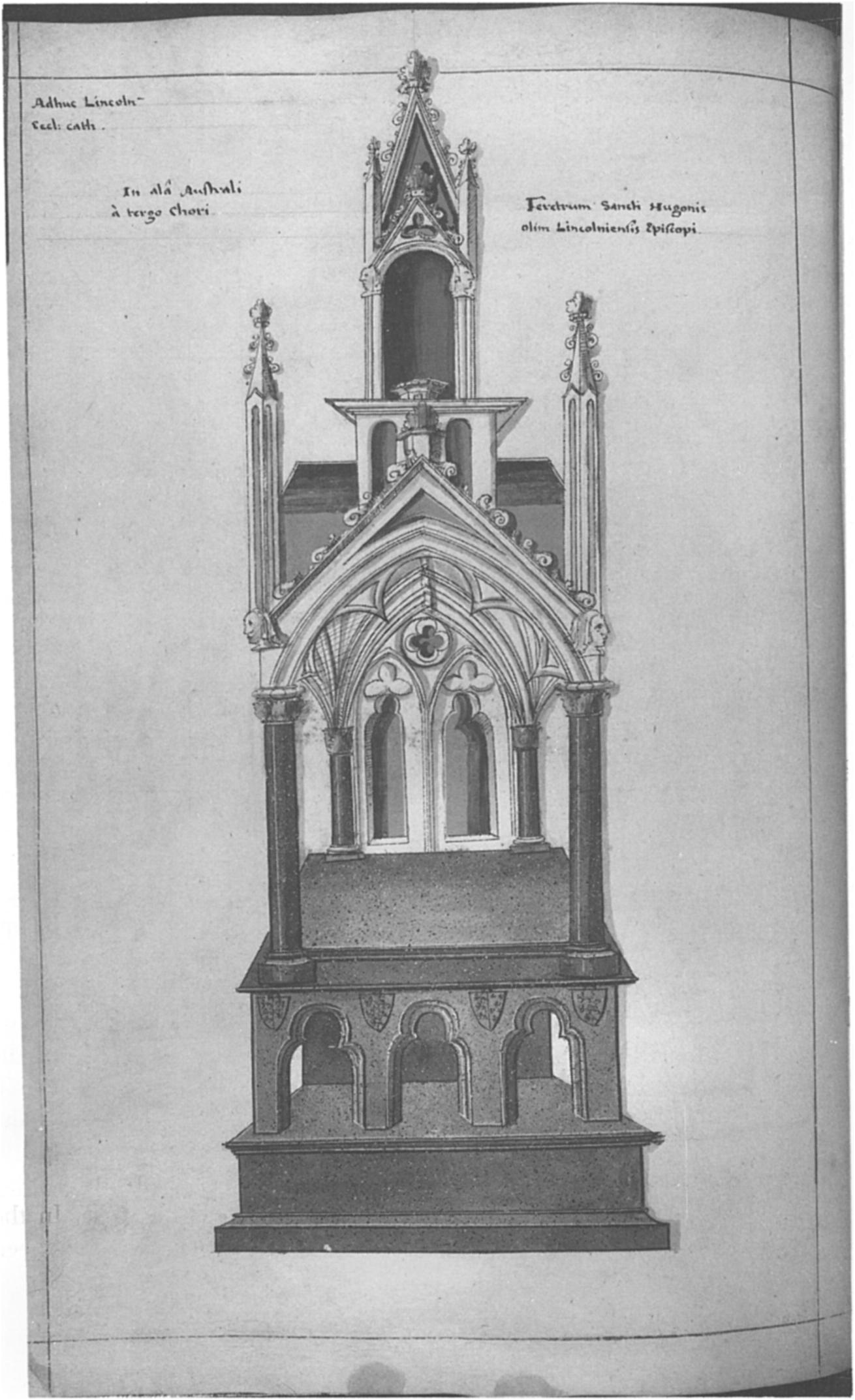
Disegno del reliquiario di William Dugdale (1641)

Dopo che si sparse la notizia della sua morte, a Ugo furono attribuiti miracoli e divenne uno dei più giovani candidati alla santità, con il 27 luglio reso ufficiosamente il suo giorno di festa. Molti "santi" locali del periodo medievale non furono infatti canonizzati ma solitamente acclamati santi e venerati localmente. ''Sant'Ughino'' è stato per un pò acclamato come santo dalla popolazione locale, ma mai ufficialmente riconosciuto come tale. Nel corso del tempo fu sollevata la questione del riconoscimento alla santità, ma Ugo non fu mai canonizzato nè fece mai parte del calendario ufficiale dei santi. Il Vaticano inoltre non incluse mai il piccolo Ugo nel martirologio cattolico e la sua tradizionale festa inglese non viene più celebrata.
La Cattedrale di Lincoln beneficiò dell'episodio; Hugh venne considerato un martire cristiano e i siti associati dalla sua agiografia divennero oggetto di pellegrinaggio.

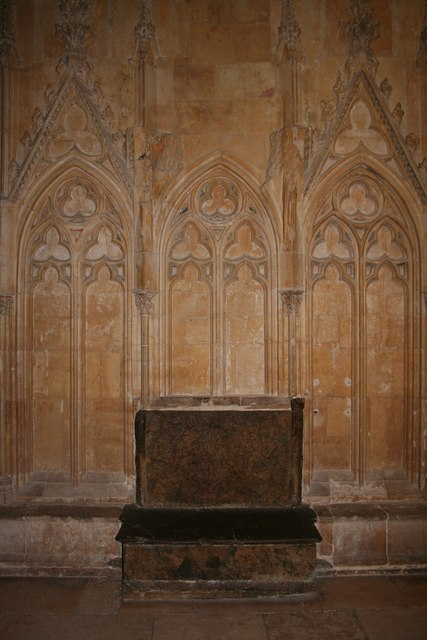
Resti del reliquiario nel 2006

Il santuario risaliva al periodo immediatamente successivo all'espulsione degli ebrei e comprendeva decorazioni commemorative della moglie di Edoardo I, Eleonora di Castiglia, che era ampiamente detestata per l'acquisto e la vendita su larga scala di obbligazioni ebraiche, con l'obiettivo di requisire le terre e proprietà dei debitori. Sebbene popolare nel 1360, il culto diminuì nel mezzo secolo successivo ed il santuario fu in gran parte distrutto dopo la Riforma inglese. Durante il restauro della cattedrale del 1790 venne trovata una bara di pietra, lunga 3 piedi e 3 pollici (1 metro), contenente lo scheletro di un ragazzo,il quale fu poi disegnato da Samuel Hieronymus Grimm.

## Eredità e significato
Il mito dell'omicidio rituale dei bambini divenne ben noto e duraturo nella cultura inglese. La storia di Ugo è citata nei Racconti di Canterbury di Geoffrey Chaucer in The Prioress's Tale. Christopher Marlowe apparentemente si riferisce alla storia in The Jew of Malta, dove Frate Jacomo alla fine del terzo atto chiede a un ebreo: "Cosa, ha crocifisso un bambino?" Inoltre, Marlowe potrebbe aver conosciuto la storia attraverso il racconto di Paris. La storia è raccontata come fatto in Worthies of England di Thomas Fuller del 1662.
Ballate che si riferirono all'incidente circolarono in Inghilterra, Scozia e Francia. Le prime versioni inglesi e francesi sembrano essere state composte nello stesso periodo, ma la ballata ha anche attraversato molte varianti, ed era ancora ben nota nel diciannovesimo e ventesimo secolo, dove le versioni potevano essere trovate negli Stati Uniti.

Langmuir descrive la fantasia architettata da Lexington come un contributo ad alcuni dei filoni più oscuri del pregiudizio antiebraico. Lexington:
ispirò Matteo Paris a scrivere una storia vivida e confusa che sarebbe risuonata nella mente degli uomini per secoli e degli storici moderni ciechi alle motivazioni. Un secolo e mezzo dopo, Geoffrey Chaucer, dopo essersi lasciato sfuggire la leggenda del ragazzo che canta attraverso le labbra della priora, avrebbe inevitabilmente ricordato la prova più famosa dell'Inghilterra del male ebraico e concluso con un'invocazione al giovane Ugo – il cui presunto destino né lui né il suo pubblico avrebbero potuto mettere in discussione. John Lexington morì nel gennaio del 1257 e il suo elegante sapere non sarà descritto in nessuna storia del pensiero medievale, eppure la sua storia del giovane Ugo di Lincoln divenne un filone nella letteratura inglese e un sostegno per le credenze irrazionali sugli ebrei dal 1255 ad Auschwitz. È tempo che riceva il suo dovuto 'credito' per tale malvagità.
Il mito di Ugo continuò a risuonare nel diciannovesimo secolo, quando i polemisti antisemiti europei tentarono di "dimostrare" la veridicità della storia. Nel XX secolo, un pozzo nell'ex quartiere ebraico della Jews 'Court di Lincoln è stato pubblicizzato come "il pozzo in cui è stato trovato il corpo di Ugo", si è scoperto successivamente che venne costruito qualche tempo prima del 1928 per aumentare l'attrazione turistica della proprietà. Una scuola preparatoria del Lincolnshire, la St Hugh's School di Woodhall Spa, fu intitolata a Sant'Ughino nel 1925; Il suo distintivo scolastico presentava una palla che viaggiava su un muro.

Nel 1955, la Chiesa d'Inghilterra pose una targa sul sito dell'ex santuario di Ughino nella Cattedrale di Lincoln, recante queste parole:
Dai resti del santuario di "Sant'Ughino".
Storie inventate di "omicidi rituali" di ragazzi cristiani da parte delle comunità ebraiche erano comuni in tutta Europa durante il Medioevo e anche molto più tardi. Queste finzioni costarono la vita a molti ebrei innocenti. Lincoln aveva una sua leggenda e la presunta vittima fu sepolta nella Cattedrale nell'anno 1255.
Tali storie non ridondano a credito della cristianità, e quindi preghiamo:
Signore, perdona ciò che siamo stati,
correggi ciò che siamo

e dirigi ciò che saremo.

## Berechiah de Nicole
Berechiah de Nicole (... – dopo il 1270) è stato un rabbino inglese.
Nacque nell XIII secolo a Lincoln dalla famosa famiglia di tosafisti Hagin, figlio del rabbino Moses ben Yom-Tov di Londra. Era il rabbino capo di Lincoln (il cui nome franco-normanno era "Nicole"), e probabilmente viveva nella townhouse ora conosciuta come Jew's House in quella città poiché era nell'eredità di una certa Belaset di Wallington nel 1287, che è citata in un atto come figlia del Rav Berechiah.
È stato ipotizzato che fu per partecipare al matrimonio di Belaset e per fare onore a Berechiah che gli ebrei d'Inghilterra si riunirono a Lincoln verso la fine di agosto 1255, quando fu scoperto il corpo di Ughino di Lincoln. Gli ebrei furono mandati a Londra per complicità in un cosiddetto omicidio rituale, mentre Berechiah fu rilasciato prima del resto degli ebrei il 7 gennaio 1256.
Il suo destino successivo è sconosciuto; ma ci sono una serie di sue decisioni nella letteratura rituale dell'epoca, che mostrano come era considerato un'autorità in materia rituale. Ad esempio, il rabbino del XIII secolo Mordechai scrisse ch'egli decise che la preghiera della sera poteva essere recitata un'ora e un quarto prima dell'ora legale della notte.